# Nuristan
Nuristan (Paschtu/Dari: نورستان, DMG Nūristān, ‚Land des Lichts‘, vor der Islamisierung 1896 Kafiristan) ist eine Provinz (velayat) in Ostafghanistan an der Südseite des Hindukusch.
Sie wurde 2001 aus den nördlichen Teilen der Provinzen Laghman und Kunar gebildet. Die Fläche beträgt 9.267 Quadratkilometer und die Einwohnerzahl 169.580 (Stand: 2022). Die Mehrheit der Bevölkerung sind Nuristani, also Sprecher von Nuristani-Sprachen.
Die Hauptstadt von Nuristan ist Parun.

## Verwaltungsgliederung
Nuristan gliedert sich in acht Distrikte (woluswali):
- Bargi Matal
- Duab
- Kamdesh
- Mandol
- Nurgaram
- Poruns
- Wama
- Waygal